# دونه سر
دونه سر روستایی زیبا و تاریخی است از توابع بخش گتاب شهرستان بابل در استان مازندران ایران.

## تاریخچه

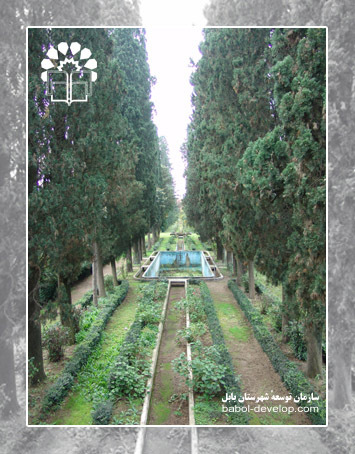
Donesar2.jpg

دونه سر از آبادی‌های تاریخی و با قدمت طولانی از شهرستان بابل می‌باشد که از شمال به روستای شیرسوار، جنوب به درزی‌کلا آخوندبابا و بنگرکلا، شرق به بالا سرست و میرکلا و غرب به نوشیروانکلا و آهنگرکلا و قمی‌کلا، متصل است. از خندق برداری نسخ‌های زراعی کشان معروف به (کتی) و (اودنگ سر) و همینطور تسطیح اراضی مزبور در سال‌های اخیر و خروج دفینه‌ها از جنس مفرق اینگونه بر می‌آید که ابتدا محل قدیمی روستای دونه سر در ضلع جنوب شرقی محل فعلی گسترش داشته‌است. همچنین در این خاک برداری‌ها پیدا شدن جمجمه انسان‌ها و همچنین استخوان اسب‌ها در کنار ابزار رزمی آن دوران حاکی از این است که مردمی که در اینجا زندگی می‌کردند جنگجوبوده و دفن انسان به همراه ابزار رزمی بیانگر اهمیت دادن مردم قدیم این روستا به جنگ آوری و سلحشوری است. مکان فوق جزء آثار باستانی کشور به ثبت رسیده‌است.
همچنین این روستا در کنار رودخانه متالون بنا شده‌است و منطقه‌ای که به اودنگ سر معروف است،نشان از احداث آسیاب آبی با بهره گیری از آب این رودخانه می‌دهد.سینه به سینه نقل شده‌است که دونه سر قدیم دارای 12 تکیه(حسینیه) بوده‌است این در حالی است که در حال حاضر علارغم اینکه روستای دونه سر از روستاهای اطراف خود بسیار بزرگتر است تنها 3 تکیه دارد.
دونه سر فعلی کمی پایین‌تر از منطقه (کتی) ایجاد گردیده است و علت تخلیه محله قدیم بیماری وبا و طاعون و افزایش مرگ و میر بوده طوری‌که نقل شده، در هر خانواده چندین نفر فوت نموده‌اند. نام قدیم دونه سر شهنه کلا بوده‌است و در گذشته شهنه به افراد نظامی نسبت داده می شد. این نام و آن تعریف ابتدای معرفی دونه سر، نظامی گری و جنگجویی مردم قدیم دونه سر را تداعی و اثبات می‌کند. در حال حاضر نیز قشر زیادی از خانوارهای دونه سر به نام عسکری یا عسکردون می‌باشند. احتمالا پس از حمله اعراب به ایران و رواج لغات عربی واژه شهنه به عسکر که همان معنی(نظامی)را می‌دهد جایگزین گشته است. لازم به ذکر است دونه سر بعد از انقلاب اسلامی 14 شهید و 1 آزاده و تعدادی جانباز و ایثارگر تقدیم این سرزمین نموده که با توجه به پیشینه بیان شده این روستای پر آوازه، دلیری و شجاعت و وطن دوستی و سلحشوری مردم انقلابی و شهیدپرور آن را نشان می دهد.

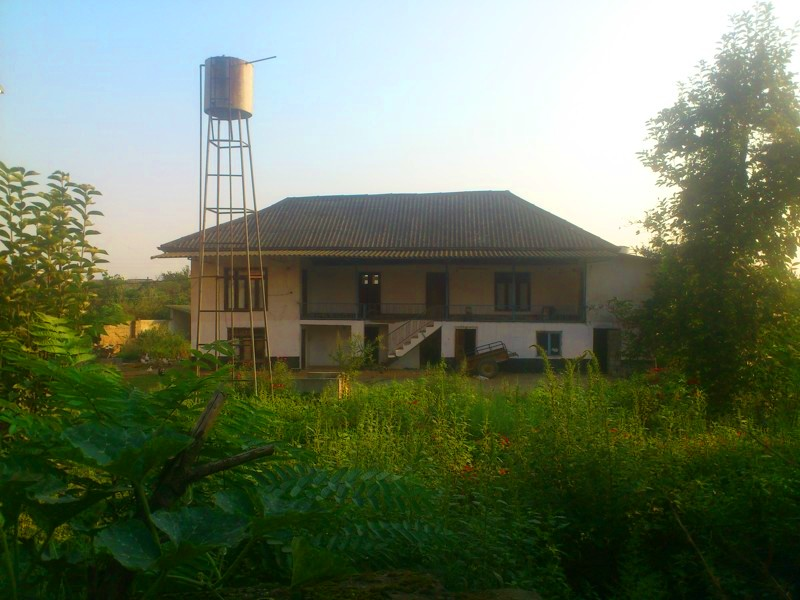
Donesar3.jpg

اما دونه سر که در برخی نوشته‌ها به اشتباه دونسر یا دون سر نوشته می‌شود و معمولاً در پسوند بعضی از اهالی به اختصار (دون) ثبت شده غیر معنای لغوی خود در زبان فارسی که به معنای کوچک است مفهوم متولد دونه سر را تداعی می‌کند.

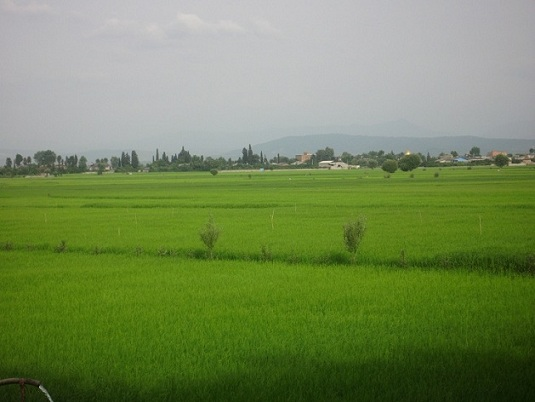
Donesar.JPG

روستای دونه سر از زمان قاجاریه محل بیتوته خان‌ها بوده و علیرضاخان عضدالملک (نایب‌السلطنه احمدشاه) فرزند موسی خان و از بستگان مهدعلیا، که از مخالفان جدی اعدام شیخ فضل‌الله نوری بود و پس از این واقعه دستور داد تا مراسم تعزیتی برای وی برپا دارند توجه ویژه‌ای به این روستا داشت. و فرزندش امیر مصطفی امیر سلیمانی معروف به مشیر السلطنه که در دربار احمدشاه سمت‌هایی احراز کرده بود وی عمارتی در این روستا بنا نمود که تاکنون باقی است و این ملک و عمارت تقریباً ۲۰ هکتاری بعد از مشیر السلطنه توسط فرزندانش علیرضا خان که جزء سناتورهای انتصابی زمان پهلوی دوم بوده و برادرش علی اکبر خان، به فردی به نام محمد مستوفی الممالکی فرزند میرزا حسن خان مستوفی که از نخست وزیران مشهور عصر قاجار بود فروخته شد. به همین دلیل به لحاظ فرهنگی و آبادانی از گذشته تاکنون نسبت به نواحی اطراف پیشرفته تر بوده‌است. بطوری‌که در زمانهایی که حتی بابل برق نداشت معابر این روستا دارای چراغ روشنایی بود، و اولین اتومبیل‌های وارداتی به این روستا رفت‌وآمد می‌کردند.

## نام‌شناسی
مفهوم اصلی دونه سر برگرفته از واژه محلی (دونه) به معنی برنج می‌باشد و دونه سر یعنی محلی که شلتوک‌های برنج به برنج سفید و به زبان محلی دونه تبدیل می‌شود گفته شده‌است.
درزمان حکومت حجاج ابن یوسف ثقفی که وی شدیداً دشمن علویان بود و شیعیان در زمان حکومت او امنیت جانی و مالی نداشتند، دو برادر به نام‌های درویش سید محمد و سید وقر از سبزوار متواری و به دونه سر، شهنه کلای قدیم، مهاجرت کردند. این دو برادرسید، افرادی پاکدامن و مورد احترام اهالی بودند، آن‌ها در کنار رودخانه متالون آسیاب آبی، بنا کرده و با تبدیل شلتوک به برنج امرار معاش می‌کردند. از آنجایی که این صنعت در روستاهای اطراف وجود نداشت علاوه بر مردم روستای دونه سر روستاهای دیگر نیز برنج‌های خود را به محل آسیاب می‌آوردند و در جواب سؤال دیگران که به کجا می‌روید می‌گفتند به دونه سر-یعنی محلی که شلتوک‌ها به برنج تبدیل می‌شود- می‌رویم. بدین صورت کم‌کم شهنه‌کلا به دونه سر تغییر نام یافت.

## جغرافیا
دونه سر در ۸ کیلومتری جنوب شهر بابل و ۴ کیلومتری شمال غرب شهر گتاب قرار دارد. این روستا که در حال حاضر نقش مرکزیت روستاهای اطراف را دارد، از شمال به روستای شیرسوار, جنوب به درزی‌کلا آخوندبابا و بنگرکلا، شرق به بالا سرست و پایین میرکلا و غرب به نوشیروانکلا و آهنگرکلا و قمی‌کلا، متصل است.

## اماکن مختلف دونه سر

### اماکن فرهنگی
درحال حاضر اماکن فرهنگی دونه سر شامل سه مسجد، سه حسینه، سه سقاتالار که دوتای آن ها با مسجد جامع و بالاتکیه دونه سر ادغام شد و یک زینبیه و سه مدرسه شامل یک مدرسه ابتدایی و دو مدرسه متوسطه اول پسران و دختران است.

### اماکن ورزشی و تفریحی
از جمله اماکن ورزشی و تفریحی میتوان به پارک ولیعصر، دو زمین والیبال، ورزشگاه فوتبال شهدای دونه سر و یک سالن چند منظوره ورزشی در حال ساخت اشاره نمود.

### اماکن گردشگری و تاریخی
تالاب یا آببندان دونه سر و عمارت مستوفی نیز از جمله مراکز دیدنی و تاریخی روستا هستند.

## دونه سر روستای درختان نارنج
بعد از انقلاب اسلامی و پس از اجرای طرح هادی روستایی با اهتمام اهالی به روال قبل و سنت موجود در اطراف خیابان ها نهال نارنج غرس شد و سالیان سال این امر ادامه داشت تا امروز در سطح محل تعداد بیش از 2500 اصله درخت نارنج وجود دارد و این امر باعث شد تا این روستا را به عنوان روستای درختان نارنج و اولین روستای بهارنارنج کشور بشناسیم. با توجه به رویه هر ساله در روز درختکاری ضمن شناسایی نقاط مستعد اقدام به غرس نهال جدید می شود.

## آلوچه دونه سری
درخت آلوچه که بومی اروپا و آسیا است میوه ای از خانواده آلوهاست. این درخت با خزانی زیبا، از درختان پر بار محسوب می شود. این درخت مخصوص کشت در مناطق معتدل و سردسیر است اما در صورت آبیاری زیاد گرما را نیز میتواند تحمل کند. آلوچه را میتوان هم به صورت تازه مصرف کرد و هم خشک شده آن را در آجیل میل نمود و هم فرآورده هایی نظیر رب، لواشک و... از آن گرفت. آلوچه دونه سری یکی از انواع آلوچه هاست. جالب است که بداینم چرا این گونه از میوه بنام دونه سر شناخته می شود. این مسئله ریشه تاریخی دارد و اصالت آن به زمان قاجار و مشیرالسلطنه برمی گردد. در آن دوران چند تن از باغبانان و مباشران برای خرید گل و گیاه به شهسوار (تنکابن) سفر کردند. طی این سفر و با مراجعه به یکی از گلخانه ها نهالی را مشاهده کردند که به گفته مسئول گلخانه این نهال از مبدا کشور روسیه بود. این نهال  زیبا با میوه ای خوشمزه توجه باغبانان (که دونه سری هم بودند) را به خود جلب کرد و ضمن خرید سایر گونه های گیاهی این نهال را نیز خریدند. بعدها این نهال در باغ مشیرالسلطنه (عمارت مستوفی کنونی) غرس شد و باغبان ها به روش قلمه زنی آن را تکثیر کردند. پس از گذشت مدتی با توجه به اینکه محصول درجه یکی داشت این نهال در باغ شخصی باغبان ها تکثیر شد و به مرور در سراسر منطقه و کشور توزیع شد. به دلیل اینکه خاستگاه اولیه این میوه در داخل کشور روستای دونه سر بود؛ این گونه از آلوچه به نام آلوچه دونه سری معروف شد و هم اکنون نیز آوازه آن در سراسر کشور پیچیده است.

## جشنواره بهارنارنج و آلوچه دونه سری[۵]
متن لوح یادمان نخستین جشنواره بهارنارنج و آلوچه دونه سری
دونه سر قدیمی ترین آبادی منطقه با سوابق درخشان فرهنگی، اجتماعی، کشاورزی، باغداری و عمرانی، اولین روستای دارای چراغ برق منازل و معابر و اولین روستای دارای جاده اتومبیل رو از زمان قاجار در شهرستان بابل و استان مازندران است. این روستا از طرف استانداری مازندران به لحاظ بافت معابر کوچه و خیابان ها پس از انقلاب به عنوان روستای نمونه استان انتخاب شد. پایتخت و خاستگاه گونه معروف آلوچه کشور به نام آلوچه دونه سری است. تعداد بیش از 2500 اصله درخت نارنج کهن و قدیمی در حاشیه خیابان های محل وجود دارد این امر باعث شد تا دونه سر را به عنوان اولین روستای بهارنارج کشور بشناسیم و اینک اولین جشنواره بهارنارنج و آلوچه دونه سری و فرآورده های آن و دیگر تولیدات مردم دونه سر به تاریخ 28 خردادماه 1403 مصادف با عید سعید قربان در ورزشگاه شهدای دونه سر به همت شورای اسلامی دوره ششم، دهیار و شش نفر از جوانان فرهیخته و خوشنام و با حضور مردم و جمعی از مسئولین بخش، شهرستان و استان برگزار شد.